# Bert Williams
Bert Williams, właśc. Bertram Frederick Williams, MBE (ur. 31 stycznia 1920 w Bradley, zm. 19 stycznia 2014 w Wolverhampton) – angielski piłkarz występujący podczas kariery na pozycji bramkarza.

## Kariera klubowa
Bert Williams piłkarską karierę rozpoczął w trzecioligowym Walsall w 1937. Po zakończeniu II wojny światowej przeszedł do Wolverhampton Wanderers, w którym występował do końca kariery w 1959. W Division One zadebiutował w 31 sierpnia 1946 w wygranym 6-1 meczu z Arsenalem. Z Wilkami trzykrotnie zdobył mistrzostwo Anglii w 1954, 1958 i 1959 (dwa ostatnie tytuły symbolicznie, gdyż był tylko rezerwowym) oraz Puchar Anglii w 1949. Ogółem w barwach Wilków rozegrał 420 spotkań.
| Sezon   | Klub                         | Kraj   | Rozgrywki      | Mecze | Bramki |
| ------- | ---------------------------- | ------ | -------------- | ----- | ------ |
| 1937/38 | Walsall F.C.                 | Anglia | Division Three | ?     | ?      |
| 1938/39 | Walsall F.C.                 | Anglia | Division Three | ?     | ?      |
| 1939/40 | Walsall F.C.                 | Anglia | Division Three | ?     | ?      |
| 1946/47 | Wolverhampton Wanderers F.C. | Anglia | Division One   | 39    | 0      |
| 1947/48 | Wolverhampton Wanderers F.C. | Anglia | Division One   | 38    | 0      |
| 1948/49 | Wolverhampton Wanderers F.C. | Anglia | Division One   | 37    | 0      |
| 1949/50 | Wolverhampton Wanderers F.C. | Anglia | Division One   | 36    | 0      |
| 1950/51 | Wolverhampton Wanderers F.C. | Anglia | Division One   | 36    | 0      |
| 1951/52 | Wolverhampton Wanderers F.C. | Anglia | Division One   | 27    | 0      |
| 1952/53 | Wolverhampton Wanderers F.C. | Anglia | Division One   | 29    | 0      |
| 1953/54 | Wolverhampton Wanderers F.C. | Anglia | Division One   | 34    | 0      |
| 1954/55 | Wolverhampton Wanderers F.C. | Anglia | Division One   | 37    | 0      |
| 1955/56 | Wolverhampton Wanderers F.C. | Anglia | Division One   | 39    | 0      |
| 1956/57 | Wolverhampton Wanderers F.C. | Anglia | Division One   | 29    | 0      |
| 1957/58 | Wolverhampton Wanderers F.C. | Anglia | Division One   | 0     | 0      |
| 1958/59 | Wolverhampton Wanderers F.C. | Anglia | Division One   | 0     | 0      |

## Kariera reprezentacyjna
W reprezentacji Anglii Williams zadebiutował 22 maja 1949 w wygranym 3-1 towarzyskim meczu z Francją. W 1950 Williams uczestniczył w mistrzostwach świata. Na turnieju w Brazylii wystąpił we wszystkich trzech meczach z Chile, USA i Hiszpanią. Ostatni raz w reprezentacji wystąpił 22 października 1955 w przegranym 1-2 meczu w British Home Championship z Walią. Ogółem Williams rozegrał w reprezentacji 24 spotkania.